# ドラゴンズHOTスタジオ
『ドラゴンズHOTスタジオ』（ドラゴンズホットスタジオ）は、東海テレビで放送の中日ドラゴンズ応援番組。通称：ドラHOT（ドラホット）。
この項では、2013年3月30日開始のリメイク番組『ドラHOTプラス』にも触れる。

## 概要
鈴木ヒロミツ司会の『ヒロミツのスーパードラゴンズ』の後番組として1988年4月に放送開始。
2004年3月まで長年30分番組として放送されたが、同年4月から峰竜太が司会の土曜日のワイド番組『スーパーサタデー』の枠内コーナーとなる。
2010年9月25日に『スーパーサタデー』が終了したのに伴いこのコーナーも最終回を迎え、『ドラHOT』としては約23年の歴史に幕を下ろした（後継番組は『pluspo』）。

## エピソード・特徴
- 放送開始当初はスタジオ観覧を募集する公開放送であった。
- 番組内でハイライトの実況をする際には「○○投手」「××選手」と敬称を付ける。
- 初代アシスタントに、渡瀬麻紀（現：渡瀬マキ、リンドバーグ結成前のアイドル時代）が起用されていた。ちなみに、渡瀬は番組中に、自分はタイガースファンであると告白している。
- 『スーパーサタデー』内移動後は、同番組出演者もそのまま出演していたことから読売ジャイアンツファンを公言する大谷昭宏も出演。
- 独立番組時代には、一時期J SPORTSで全国放送されたことがある。
- 放送内容は、毎週土曜日『中日スポーツ』の「竜TVガイド」にCBCテレビで放送されるドラゴンズ情報番組『サンデードラゴンズ』とともに掲載された。ドラゴンズ関連情報雑誌『月刊ドラゴンズ』内の「ドラ応援番組 裏話」のコーナーにも在名テレビ各局のドラゴンズ関連番組とともにディレクターらによる連載があった。
- この番組のご褒美企画で井端弘和内野手が番組の司会を務めたことがある。この時、峰竜太はゲスト席に座り、解説者とともに番組を進めていった。
- 2004年10月30日の放送では「ドラゴンズ優勝パレードスペシャル」として11時45分までスーパーサタデーの時間を延長し、リーグ優勝のパレードの生中継を行った。

## タイアップ企画
がんばれドラゴンズ!球弁キャンペーン
2009年7月20日から8月27日までの期間限定で、ライバルのサンデードラゴンズとともに企画に参加した。ドラHOTでは、エビフライや味噌カツなどの名古屋めしをおかずにした「ドラゴンズHOTスタジオ弁当」（パッケージはうちわにもなる）を販売した。また「当たりハガキ」が出ると、峰がセレクトしたイタリア製ルームフレグランス（部屋の香水）をプレゼントするという企画も行った。
みんなで作ろう!!ドラゴンズ応援フォトモザイク
2010年1月9日から2月28日 の期間限定で、番組・NTTドコモ・中日ドラゴンズとのタイアップ企画。ドアラの全体像を、ジャンボモザイクという形で視聴者から寄せられた画像で完成させようという企画。参加方法は撮影した画像を携帯メールで特設サイトへ送信するというもの。フォトモザイクは毎週水曜日更新で、特設サイトから確認することができる。応募者には全員に待ち受け画像、応募者全員から抽選で中日選手レアグッズ、ドアラオリジナルデコメ（ドコモユーザー限定）という特典がある。
2010年1月9日放送分では、司会の峰竜太が写った画像が特設サイトを通じてモザイクのひとつに加えられた。
がんばれドラゴンズ!球弁キャンペーン（2010年度版）
2009年に行われたドラゴンズ応援番組弁当第2弾。今回の応援弁当は、中身が2つに分かれるほか、箸やスプーンも2膳ずつ付いてくるので、2人で弁当を食べることができる。また、外側のパッケージが即席メガホンになる。期間限定ではあるものの、東海テレビマスコット「わんだほ」のぬいぐるみが当たるケータイプレゼントも行われた。

## 放送時間
いずれも単独番組時代
- 放送開始 - 2001年3月　土曜17:30～18:00　-　前番組『ヒロミツのスーパードラゴンズ』から継続。
- 2001年4月 - 2003年3月　土曜18:30～19:00　-　『FNN東海テレビスーパーニュース』の時間移動に伴い、1時間繰り下げ。
- 2003年4月 - 2004年3月　土曜12:00～12:30　-　『ダシヌキ!』の時間移動に伴い、同日昼に移動。

## 出演者

### MC
- 江藤博利（1988年4月 - 1988年9月）
- 渡瀬麻紀（1988年4月 - 1988年9月） - 初期のアシスタント。
- 峰竜太（1988年10月 - 1992年3月、1996年4月 - 番組終了まで）
- 新田純一（1992年4月 - 1996年3月）
- 東海テレビスポーツアナウンサー - ナレーションおよび週替わりで1人が出演。
- 加藤晴彦 - 準レギュラー。立浪和義現役時代は、開幕前や春季キャンプ中には番組企画として立浪とのインタビューも放送されたほか、2009年の立浪最後のシーズン中に放送された立浪に関する特集にも殆ど出演していた。
- 萩本欽一 - 当時萩本が監督をしていた茨城ゴールデンゴールズとドラHOTリューターズ（詳しくは後述）と戦うようになった2005年から戦う数週間前に出演している。
- 落合博満（当時中日ドラゴンズ監督） - 落合が監督に就任した当時から、ドラゴンズ応援番組で唯一毎年春季キャンプ中に行われる落合監督と峰のインタビューが放送される。2008年12月14日放送ではスタジオに生出演し、たまたまゲストとして出演していた萩本欽一や、現在[いつ?]ドラHOTが放送されているスーパーサタデーにコメンテーターとして出演していたやくみつると共演した。

### 解説者
毎回東海テレビ解説者の中から1人が出演していたが、2007年8月以降は毎回鹿島が出演するようになった。
- 谷沢健一
- 田尾安志
- 藤波行雄
- 鈴木孝政
- 鹿島忠

## 主なコーナー

### 放送終了時のコーナー
ROAD TO VICTORY〜熱闘2010
1週間のドラゴンズの動きを振り返る。なお、この名称はあくまで番組公式サイトに併設の番組内容ページに記載されるもので、放送上では特に名称は決まっていない。2010年4月3日から現在の名称が使用されているが、2008年頃は「今週のドラゴンズ」、2009年シーズン中までは「Weekly Dragons News」（ここまでは放送でも使用されていた）としてそれぞれ放送していた。
峰1グランプリ
2009年4月4日放送分よりスタート。「座布団1枚」をリニューアルする形となっている。毎回峰が独断で選んだプレーにそれぞれ「峰」がプレゼントされる〔例:峰が1つの場合は「1峰（いちみね）」となる〕。画面中に登場する「峰」は座布団1枚同様に峰の首から上が金色になったのが登場する。2009年7月4日放送分ではシーズン途中にトニ・ブランコが10峰を獲得したため、翌週7月11日放送分で峰本人がブランコにトロフィー を持っていく様子が放送された。
2010年シーズンからは、峰が複数の候補を選出・峰自身がプレゼン（プレゼン中は、森脇と鹿島がドラHOT冒頭から途中までの定位置に移動する。この時、森脇と鹿島は他の出演者とともに座っている）、スーパーサタデーの出演者が今週の峰1を決める（出演者が札を上げる多数決制）という方式に変更された。
2010年5月15日放送分では峰1ノミネート候補などを表示するディスプレーの調子が悪く、何度も画面がついたり消えたりするハプニングが発生した。
峰竜太の野球放浪記
不定期放送。ドラゴンズ以外の野球の話題を峰自身が現地に出かけ、取材する。コーナーナレーションも峰自身が担当する。なお、スーパーサタデー公式サイトなどには、「峰竜太の野球放浪記〜□△（紹介する題材を表す簡単なサブタイトル）編」と記載される。
2010年6月22日に東海テレビローカルで生中継された「中日×横浜」（浜松）の試合が、20時30分頃に試合終了という、かなり早くに終わったこともあり、20時40分頃から中継終了時間いっぱいまで、野球放浪記で過去に放送されたもの（峰が韓国に訪れた回）が、穴埋めとして放送された。
このほか、不定期で選手の特集などを放送している。また、シーズンオフには毎年1月頃まで選手が生出演し、番組内容も出演する選手の特集となる。

### 過去
オレ流サプライズ
2004年シーズン中に行われた企画。落合監督の采配の代名詞となっている「オレ流（竜）」をテーマに、毎週最もオレ流度が高いと思われる采配を取り上げ、峰などのスタジオ出演者が語り合い、番組独自の「オレ流・値」をはじき出すコーナー。
ファイティングポーズ
2005年シーズン中に行われた企画。球団初となるセ・リーグ連覇に向けた選手の思いを特集していた。
ターニングポイント
2006年シーズン中に行われた企画。選手を変えた一つの出来事など転機に迫るというものだった。
ターゲット
2006年シーズン中に行われたドラゴンズの試合を毎週1人の解説者が別の角度で見る企画。
峰竜太の座布団1枚
2007年 - 2008年シーズン中に行われた企画。毎週最も輝いたドラゴンズ選手のプレーには峰から「MZP（最も座布団1枚なプレー）」として小さいオリジナル座布団が選手本人にプレゼントされるほか、月間MZPにはオリジナル最高級座布団とプレゼントが渡された（座布団はいずれも金色）。
鹿島'sカメラ
2008年2月9日放送分よりキャンプ期間中・シーズン中企画として放送。鹿島忠が解説者ならではの視点でカメラ片手に選手に迫った。
CHANGE!
2009年2月7日放送分から同年2月28日まで放送されたキャンプ企画。2008年のシーズンオフにFAなどで大幅に主力選手が入れ替わる2009年シーズンに向けて、毎週1人のドラゴンズ選手それぞれの「CHANGE!」な部分を特集した。
NEXT STAGE
2009年3月7日からまで放送されたシーズン開幕直前企画。「開幕」という次のステージに向けて、選手がどのように取り組んでいるかを放送していた。
マリカメ
2009年7月4日放送分よりスタート。現在ドラHOTが放送されているスーパーサタデーのアシスタント・三浦茉莉が担当するコーナー（不定期）。内容はカメラ片手に選手に直撃する。
THE HOTTEST GAME OF THE WEEK
「通称：HOTTEST GAME」（コーナーの正式名称が長いことから、コーナー中画面の表示テロップにも使用される）。鹿島とスポーツアナウンサーがスタジオで、番組放送週に最も白熱したドラゴンズの試合を徹底解説していた。
奇跡のワンシーン
2010年2月6日から放送された、キャンプ限定コーナー。東海テレビ取材カメラが捉えた、キャンプ中の様子を放送していた。

## ドラHOTリューターズ
2005年より茨城ゴールデンゴールズと戦うことのみを目的に結成された、期間限定の野球チーム。峰自身が監督・東海テレビプロ野球解説者がコーチ・そして毎年、番組公募で集まった選手で構成されている。
試合は12月頃から1月頃にナゴヤドームで1試合開催され、一般発売されたチケットを購入した観客を入れて行われる。試合が行われる数週間前から、番組内で選手の募集告知・練習の様子などを含めたPRが随時行われる。試合の様子は特番等で中継されることは無いものの、試合の模様も試合が開催された翌週に番組内で放送されるほか、試合当日にドームから生中継が番組内で挿入されることがある。
2008年12月27日に開催された試合では、ドラHOTの生放送に出演した浅尾拓也が峰の誘いを受け、始球式に登板した。

## ドラHOTプラス
2013年3月30日より、土曜日夕方17:00 - 17:26に生放送を開始した『ドラHOT』のリメイク版である。基本コンセプトは中日ドラゴンズファンのためのドラゴンズ情報を提供することであるが、前番組である『pluspo』と同じように、東海地方で活動するスポーツ選手・チームについて取り上げるコーナーもある。特に土曜日はドラゴンズと名古屋グランパス（Jリーグ）のデーゲームが多く組まれるので、その速報が番組の中心軸となる。
尚、デーゲーム中継時には、ナゴヤドーム内の特設ブースから放送する。ドラゴンズが勝利した場合、ヒーローインタビューを受けた選手もドーム内特設ブースに駆けつけて出演する。
事前中継枠（enjoy!baseball／ドラゴンズ戦中継）にも副音声で出演し、放送時間になると主音声に切り替わる。
広島戦や交流戦の日本ハム戦などにおいてフジテレビ系列2局ネットを実施する場合は、相手側にも配慮した内容になる。
同じフジテレビ系列局であるテレビ新広島では、同じ時間帯にカープ応援番組『全力応援 スポーツLOVERS』を2015年のシーズン開幕より放送開始し、広島戦を同局との2局ネットで放送する日は、同番組のMCである青坂匠・衣笠梨代→西山穂乃加・山内泰幸もナゴヤドーム内野席に陣取り、本番組の出演者とともに副音声に登場し、周囲をドラゴンズファンに囲まれた完全アウェー状態で広島地区に向けた放送を行う。
17時になると、野球中継からステーションブレイクなしで本番組（テレビ新広島との2局ネット時は『全力応援 スポーツLOVERS』も併記）のロゴが画面左上に表示され、本番組の出演者をメインとした放送となる。
試合の状況次第では放送枠すべてを試合中継に充てるため、試合開始が午後3時となって以降は特設ブースを使った放送がない日が多い傾向にあった。このためか、2016年は中継を含めた全編を副音声用の放送席で放送する場合がある。
2024年6月15日放送のロッテ対中日戦（セ・パ交流戦）は中京広域圏では名古屋テレビ（テレビ朝日系列）『スーパーベースボール』からのリレー中継の形で放送した。これは同局では16時30分以降は『クレヨンしんちゃん』（テレビ朝日制作）を放送することから、同時刻以降も引き続きこの試合が視聴出来るように同局が東海テレビに打診したことによるものである。

### 出演者

#### MC
- 峰竜太
- 篠田愛純（東海テレビアナウンサー、元山口朝日放送アナウンサー） - 2024年3月30日～

#### 解説者
東海テレビの解説者が週代わりで出演。なお、山本昌の加入以降は鈴木・山﨑・立浪も含めて4人でのローテーション出演となっており、他の解説者は出演が減少している。
- 鈴木孝政（2014年から）
- 山本昌（2016年から）
- 山崎武司（2014年から）
- 立浪和義
- 岩瀬仁紀
- 井端弘和

まれに他チームのOBが出演することもある。2013年4月13日、中日対広島戦を広島地区との2局ネットで中継（テレビ新広島（TSS）の制作協力）した際、「enjoy! Baseball LIVE 2013」のゲスト解説だった達川光男（広島OB）が野球中継終了後、そのままゲストとして登場したほか、スギちゃん、松村邦洋、野村克也といった外部からのゲストを招いたこともある。スギちゃんは、キャンプ地訪問などのロケ企画で度々番組に出演するようになったため、準レギュラー扱いとなっている。